# Claudia Lee
Claudia Lee Mirkowski (Lafayette, Indiana; 20 de junio de 1996), más conocida como Claudia Lee, es una actriz, cantante y compositora estadounidense. Se la conoce por su papel de Magnolia Breeland en Hart of Dixie.

## Primeros años y carrera
Lee nació en Lafayette, Indiana, hija de Klaudius y Denise Mirkowski. A la edad de 3 años, sus padres la inscribieron en clases de baile, donde estudió ballet, jazz y tap-dancing hasta la edad de 13. 
Lee y su familia llegaron a Hollywood en enero del 2010. Dentro de las primeras semanas, Lee consiguió un papel en un comercial de televisión de Comcast con el actor Zachary Levi. Luego fue elegida para un cortometraje, The Circus Girl, como una joven rusa que viaja con una familia en un circo. Después del cortometraje, apareció en cuatro episodios de la serie Zeke y Luther y en Hart of Dixie. En 2012, Lee fue elegida para un papel en la película Kick-Ass 2, que se basa en el segundo volumen de la serie de cómic Kick-Ass por Mark Millar y John Romita Jr..
Actualmente interpreta el papel de Rachel, en la comedia de FOX, Surviving Jack.

## Filmografía

### Cine
| Año  | Título                      | Papel     | Notas        |
| ---- | --------------------------- | --------- | ------------ |
| 2010 | The Circus Girl             | Elizaveta | Cortometraje |
| 2013 | Kick-Ass 2                  | Brooke    |              |
| 2015 | The Girl in the Photographs | Colleen   |              |
| 2017 | The Outcasts                | Whitney   |              |
| 2018 | Haunting on Fraternity Row  | Liza      |              |
| 2021 | Wild Indian                 | Rebecca   |              |
| 2021 | Send It!                    | Sky       |              |

### Televisión
| Año     | Título           | Papel                 | Notas                                                  |
| ------- | ---------------- | --------------------- | ------------------------------------------------------ |
| 2011    | Zeke and Luther  | Bridget               | 4 episodios                                            |
| 2011–15 | Hart of Dixie    | Magnolia Breeland     | Recurrente                                             |
| 2014    | Surviving Jack   | Rachel                | 7 episodios                                            |
| 2016    | Girl Meets World | Francesca             | Episodios: "Girl Meets High School: Parts One and Two" |
| 2018    | Famous in Love   | Billy London-Schwartz | Recurrente. Temporada 2                                |